# Baytown, Texas
Baytown là một thành phố thuộc quận Harris, tiểu bang Texas, Hoa Kỳ. Năm 2010, dân số của xã này là 71802 người.

## Dân số
- Dân số năm 2000: 66430 người.
- Dân số năm 2010: 71802 người.